# Fouthandeling
Fouthandelingen is een begrip uit de psychologie. Bij een fouthandeling doet men iets anders dan wat men eigenlijk bedoelde. In de meeste gevallen treedt een fouthandeling op als afweermechanisme bij het verwerken van negatieve gevoelens of emoties. Dergelijke vergissingen, van onschuldige aard, berusten niet op toeval, maar zijn symbolische uitingen van het verdrongene.
Voorbeelden: zich verspreken (freudiaanse verspreking), vergeten, te laat komen.